# Gedenkraam in het gemeentehuis (Kamerik)
Het gedenkraam in het gemeentehuis is een oorlogsmonument in de Nederlandse plaats Kamerik.

## Achtergrond
In 1955 werd het nieuwe gemeentehuis van Kamerik geopend. Er werden twee glas-in-loodramen in de raadszaal geplaatst, gemaakt door Hans Liefkes. Het ene raam verwijst naar de bouw van het gemeentehuis, het andere raam herinnert de inwoners aan de hongerwinter 1944-1945. De gemeente Kamerik ging in 1989 op in de gemeente Woerden.

## Beschrijving
Het gedenkraam toont drie taferelen die verwijzen naar de hongerwinter: bovenaan een Groninger tjalk onder lege kommen en vuurtoren, in het midden de Dood verkleed als Duitse soldaat, klaar om de magere vrouw aan zijn voeten met een zweep te slaan. Het onderste deel toont een man gebogen over een handkar in de sneeuw, met op de achtergrond de schaduwen van twee andere mensen. Het opschrift luidt: "TER HERINNERING AAN DE HONGERWINTER 1944 - 1945."

## Galerij

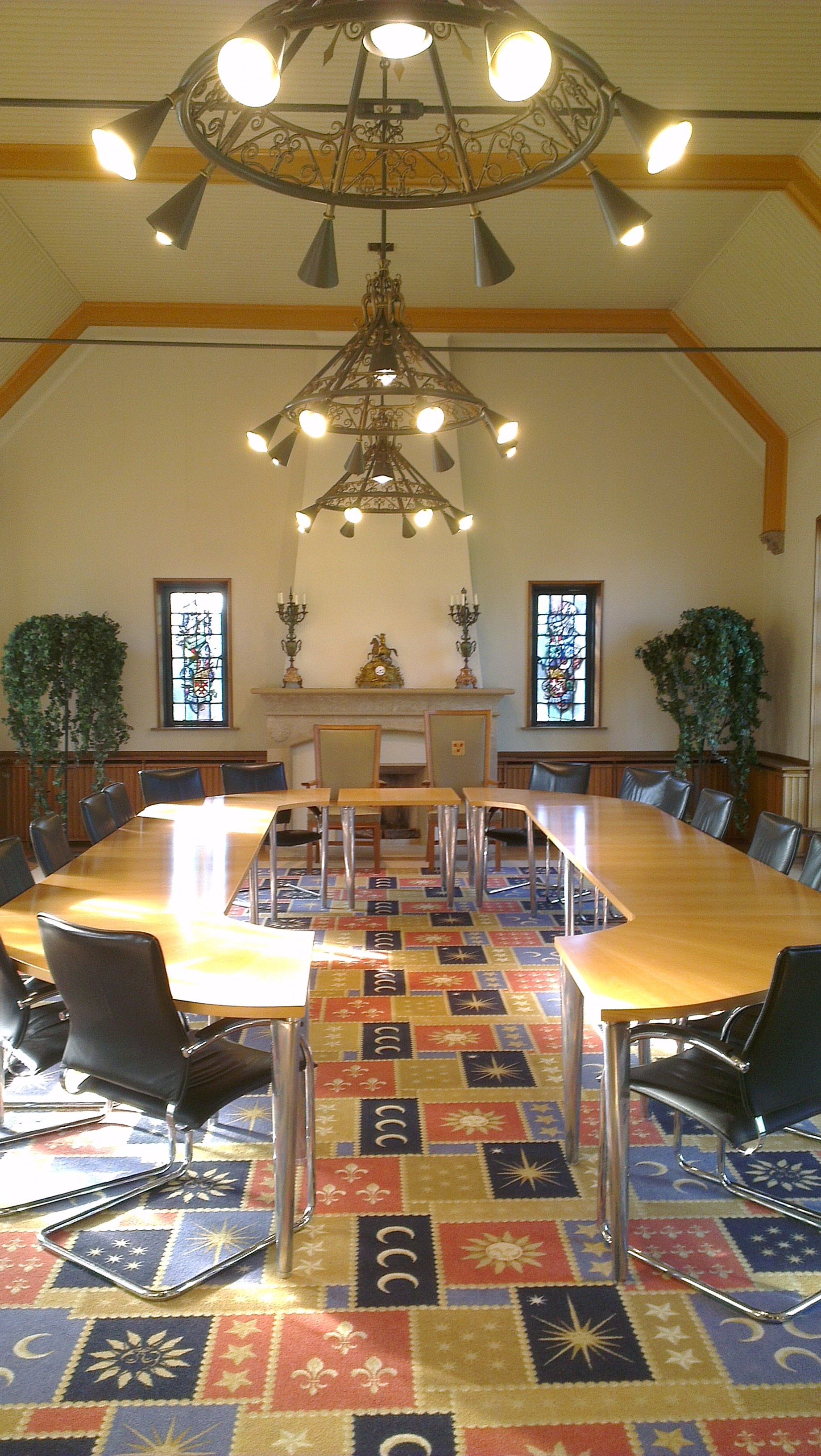
Zicht op de raadszaal met beide ramen
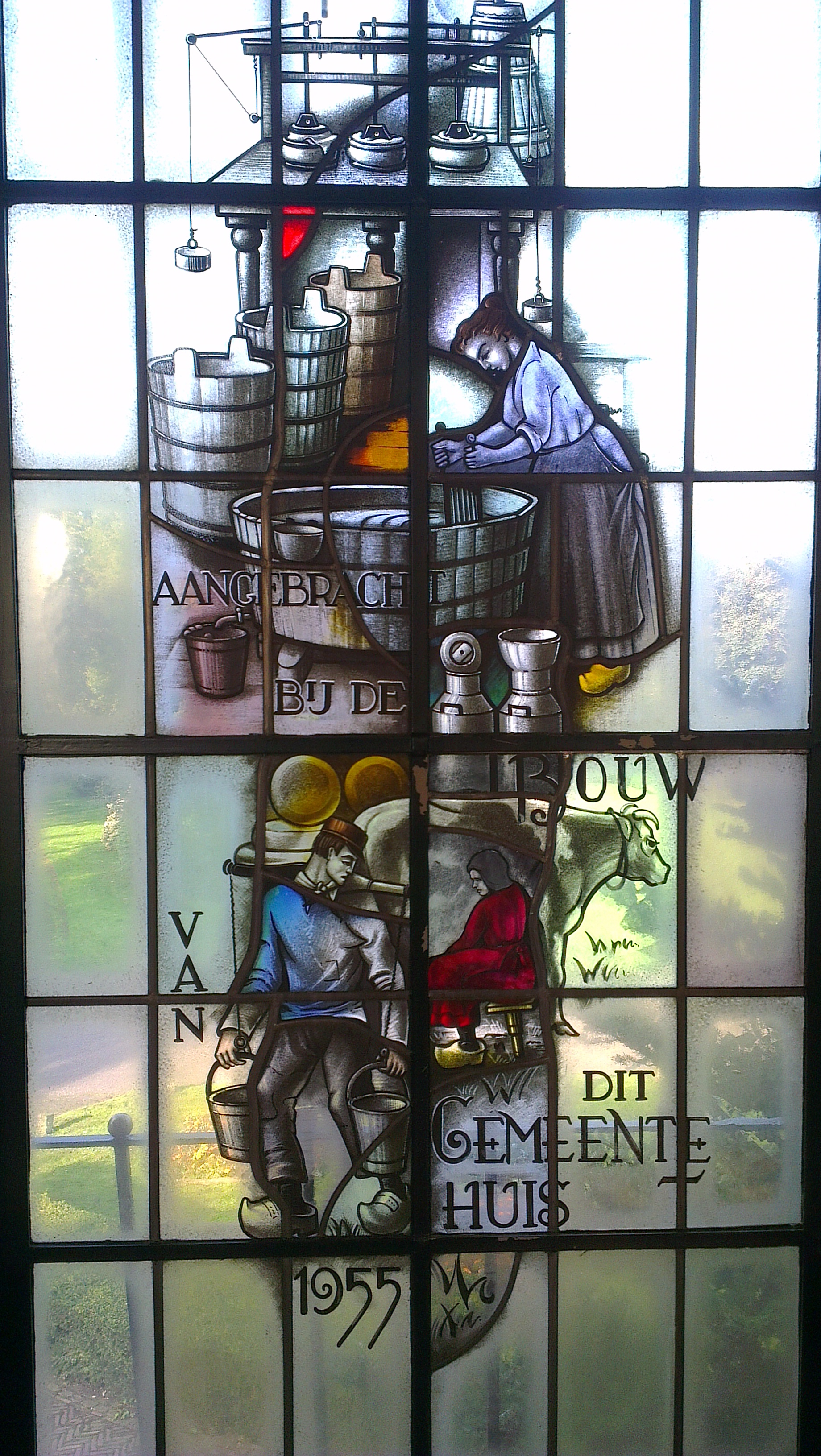
Het raam ter herinnering aan de bouw.